# Gata i Auvers-sur-Oise
Gata i Auvers-sur-Oise (franska: Rue d'Auvers-sur-Oise) är en oljemålning av den nederländske konstnären Vincent van Gogh från 1890. Målningen är idag utställd på Ateneum i Helsingfors. 
Målningen visar en bygata i Auvers-sur-Oise som ligger omkring 25 km norr om Paris. Efter van Goghs mentala sammanbrott i Arles på hösten 1888 skrevs han på egen begäran in på ett sjukhem i Saint-Rémy-de-Provence där han vårdades i ett år. I maj 1890 såg brodern Theo van Gogh till att han flyttades till Auvers-sur-Oise där han togs om hand av doktor Paul Gachet. Under de 70 dagar han bodde i byn målade han 74 målningar. Förutom Gata i Auvers-sur-Oise tillkom här bland annat Kyrkan i Auvers, Porträtt av dr Gachet och Vetefält med kråkor. Hans hälsa tycktes förbättras, men i en plötslig depression sköt han sig själv och avled kort därefter, 29 juli 1890.